# Osmia bruneri
Osmia bruneri är en biart som beskrevs av Cockerell 1897. Osmia bruneri ingår i släktet murarbin, och familjen buksamlarbin. Inga underarter finns listade i Catalogue of Life.